# Лия Кебеде
Ли́я Кебеде́ (амх. ሊያ ከበደ, англ. Liya Kebede) — эфиопская супермодель, дизайнер одежды и актриса.

## Биография
Лия Кебеде родилась в Аддис-Абебе в Эфиопии 1 марта 1978 года. 
Девушка мечтала о модельном бизнесе со школьной скамьи. В 15 лет она впервые появилась на обложке журнала. С 1995 года начала сниматься в рекламе. С 1996 года — на показах моды. Два раза — весной и летом 2005 года появлялась на обложке американского издания Vogue. По данным Forbes в 2007 году находилась на 11 месте в списке самых высокооплачиваемых моделей мира. С 2005 года является послом Всемирной Организации Здравоохранения по вопросам здоровья матерей, новорожденных и детей.

## Личная жизнь
В 2000—2013 года Лия была замужем за менеджером Кэсси Кебеде. У бывших супругов есть двое детей — Сухул Кебеде (род.2001) и дочь Рэйи Кебеде (род. в августе 2005). С 2007 года семья проживает в Нью-Йорке.

## Фильмография
| Год  |   | Русское название                     | Оригинальное название                  | Роль            |
| ---- | - | ------------------------------------ | -------------------------------------- | --------------- |
| 2005 | ф | Оружейный барон                      | Lord of War                            | Фейт            |
| 2006 | ф | Ложное искушение                     | The Good Shepherd                      | Мириам          |
| 2009 | ф | Цветок пустыни                       | Desert Flower                          | Варис Дирие     |
| 2011 | ф | Черное золото                        | Day of the Falcon                      | Аиша            |
| 2012 | ф | Джунгли зовут! В поисках Марсупилами | HOUBA! On the Trail of the Marsupilami | Рейн Пая        |
| 2012 | ф | Капитал                              | Capital                                | Нассим          |
| 2013 | ф | Лучшее предложение                   | The Best Offer                         | Сара            |
| 2013 | ф | Невинность                           | Innocence                              | Мойра Нил       |
| 2013 | ф | В лесах                              | The Being Experience                   |                 |
| 2019 | ф | Плейбой под прикрытием               | Nicky Larson et le Parfum de Cupidon   | дочь профессора |